# Alexandru Țigănașu
Alexandru Țigănașu (n. 12 iunie 1990, Săveni, România) este un fotbalist român, care joacă pe post de fundaș lateral la Botoșani în SuperLiga României. Pe plan internațional, are prezențe la națională pentru România Sub-21.